# 科学冒険隊タンサー5
『科学冒険隊タンサー5』（かがくぼうけんたいタンサーファイブ）は、1979年7月27日から1980年3月28日まで東京12チャンネル（現：テレビ東京）で全34話が放送された、日本サンライズ（現・サンライズ、法人としては現・バンダイナムコフィルムワークス）製作の特撮・SFアニメ。

## ストーリー
1999年。世界各地の古代遺跡で起こった怪現象の原因は、その遺跡が建設された当時にあった。科学冒険隊タンサー5はタイムタンサーで時空を越え、過去の世界でタイム・タンサーから発進するスカイ・タンサー、ランド・タンサー、アクア・タンサーの三機を駆って事件の真相を追い、そして地球に隠された3794個の謎に迫る。
各話は以下のようなフォーマットが基本となっている。
1. 世界の各地にある遺跡で怪事件が発生する。
2. 指令を受けたタンサー5がビッグタンサーで急行し、現地調査を行う。
3. 過去に原因があると判断したタンサー5がタイムタンサーで過去に行き、原因を突き止める。
4. 現代に戻り、事件を解決する。

最終話はタイム・タンサーがいる年代を表示する「タイム・チャージ」の故障により現代（1999年）より1000年後の未来である2999年に飛んでしまい、廃墟と化したアクアベースと自分たちが楽をして助かることしか頭にない身勝手な未来人の姿を見ることになる。さらには、労働を押しつけたロボットに誤って殺人指令をインプットしてしまい人類が絶滅の危機に瀕するという重大な事件に直面することになる。

## 概要
日本サンライズが初めて製作したゴールデンタイム作品。また、小学館の雑誌に初めて掲載されたサンライズ製作作品でもある。
キャラクターの動きはアニメでメカ類は特撮で作成され、スポンサーがトミーであるなど、円谷恐竜三部作の初期2作『恐竜探険隊ボーンフリー』『恐竜大戦争アイゼンボーグ』の延長線上にある作品であるが、円谷プロダクションは関与しておらず、製作は日本サンライズ単独だった。そのため特撮シーンは番組開始前に（株）特撮研究所へ外注したバンクのみで新規撮影は行わず、脚本を書く際にどのバンクシーンを使用するかを指定していた。バンク以外はセルの背景の上にメカの写真を載せて撮影するなどしているが、実質「特撮シーンが挿入されたアニメ」というべき作品である。
トミー（現・タカラトミー）から発売された「ミラクルチェンジ」シリーズは、ボタン操作でメカが一瞬で変形する画期的なものだった。これは『伝説巨神イデオン』の「奇跡合体」に受け継がれる。また、タイムタンサーは劇中のプロップ・玩具とも前番組『恐竜戦隊コセイドン』のコセイドン号を一部改修して流用していた。
なお放送開始35周年を迎えた2014年11月に公式サイトが開設されている。同年6月に発売された双葉社のムック『グレートメカニックDX29』では本作品の小特集が組まれて監督の四辻たかおと脚本の富田祐弘のインタビュー記事が掲載されているが、当時の制作状況はある程度覚えていたものの、オープニングナレーションの「地球には3794の謎があると言われている」の数字の根拠や、番組終盤になってメインキャラクターが死亡して新キャラクターと交代した意図といった具体的な内容についてはほとんど覚えておらず（監督はユメトが死亡していたことすら覚えていなかった）、番組の謎はほとんど解明されることが無かった。

## 登場人物
リュウ
声：水島裕
本作品の主人公。16歳。フルネームは「海波 流（かいなみ りゅう）」。タンサー5のリーダー。統率力・判断力に優れており、責任感と仲間を思いやる気持ちは人一倍強い。ビッグ・タンサーの操縦を担当。ユメトを思うと心は痛むが、彼の遺志を守るためにも新メンバーの補充を司令に願い出た。パーソナルカラーは青。
ダイチ
声：野島昭生
16歳。フルネームは「赤井 大地（あかい だいち）」。ルイに片想い。巨漢で力も強く、生物学のエキスパートで恐竜に対する思い入れが特に強い。心優しい性格であるが感情に左右されやすく、物事を冷静に判断する流と口論することが多い。また、ルイやハジメと共に殉職したユメトの死を引きずって彼の後任であるジョニーをなかなか受け入れようとはせず、仲間が事件に巻き込まれても任務外のことに動くべきではないとする彼と衝突することが多々ある。パーソナルカラーは橙色。
ルイ
声：横沢啓子
15歳。フルネームは「神秘 瑠維（しんぴ るい）」。タンサー5の紅一点。リーダーのリュウに想いを寄せているため、危機に陥ると彼の名を連呼して泣き叫ぶ。仲間の健康に気を使い、記憶力に優れている。なぜか仲間と同じ上着だけに見える丈の短いワンピースのような制服を纏い、素足を露わにしている。パーソナルカラーはピンク。
ユメト
声：三ツ矢雄二
15歳。作中で唯一の殉職者。フルネームは「自然 夢人（しぜん ゆめと）」。メンバーの中で唯一のエスパーで超感覚的知覚（ESP）の一種テレパシーを有している。左利き。気の弱いところもあるが、非常に勘が鋭く何度も仲間のピンチを救った。自然現象にも強い。「～なんだよなぁー」が口癖。パーソナルカラーは黄色。
第29話「時を超えたテレパシー レムリアの謎」で殉職。事件解決のために向かった18000年前のレムリアで5年前から行方不明だった父・正人（声：松岡文雄）に再会した。正人はタイムマシン研究の第一人者だったが、他の科学者もタイムマシンを作ることに成功しそうだと知るや第一人者としての名誉を守ろうと家庭を顧みなくなり未完成のタイムマシンを稼働させて時空間に消えてしまい永遠に自身と母親（声：角谷美佐）を捨てたのだという悲しみから素直になれなかった。しかし、正人からビーム砲を奪った権力者に捕らわれたリュウらタンサー5の仲間を奪還すべく立ち向かった際、父親を庇って複数の矢を受けて致命傷を負い、孤児を見捨てられない父親と再び父と別れて治療のために現代に戻る途上で既に自身が助からないと察しており、父親には自身が死んだことを告げないで欲しいと言い残して時空間を移動中のタイム・タンサーの中で息を引き取った。
ハジメ
声：小宮山清
15歳。フルネームは「奇蹟 始（きせき はじめ）」。コンピュータ的頭脳を有するタンサー5の頭脳ともいうべき存在、博識家。数学・科学・語学に優れており、現代言語はもとより一部の古代文明の言語をも習得している。非常に臆病なところがある。非常に丁寧な口調の「わたくし思いますに～」が口癖。ユメトの死による欠員を補充するのは当然なのだが、リュウを除く仲間共々に4人でカバーできると考えてジョニーの加入を決めた司令に「血も涙もない」と言った。パーソナルカラーは黄緑色。
ジョニー
声：森功至
仲間と同じ10代の少年であるのは明らかだが、年齢不明。フルネームは「ジョニー 霧野（じょにー きりの）」。殉職したユメトの後任として第30話「暴走インベーダー アリゾナ砂漠の怪」から加入し、事件発生現場のアリゾナで合流した。よく言えば合理的、悪く言えば身勝手な行動をとることもある。しかし、優れた判断力と身体能力でタンサー5の危機を何度も救う頼れる存在。パーソナルカラーは濃緑色。
司令
声：広瀬正志
事件が起こると司令室より各隊員を呼び出し、作戦会議室にて事件の内容を伝え指令を下す。指令スピーカーという小型の浮遊円盤型メカを通して声のみであり、一度も姿を見せての登場はなかった。
ナレーター：小林清志

## 登場メカ
アクアベース
1999年、国際連合の要請で特設された特殊科学基地。タンサー5の活動拠点であり、ここよりビッグタンサーが各地にタイムタンサーが時空間へ旅立つ。主に冒頭に登場する。第34話（最終回）、1000年後の未来では、無人の廃墟となったアクアベースが舞台となる。
ビッグタンサー
長さ - 28.75m / 幅 - 27.20m / 高さ - 15.36m / 重さ - 222.2t / 速さ - マッハ4.5 / 水上速度 - 48ノット
動力 - ソーラー・アトミック・エンジン / 乗員 - 5名
スカイ、ランド、アクアのタンサーマシン3台を搭載する母艦。
現代で事件が起きた際、調査に使用される大型の戦闘機のような外見を持つ移動現場基地。装甲はかなり厚く、大型ビーム砲などの武装も装備。両翼と中心部に各種タンサーマシンを搭載して事件の現場に急行する。空中用、水中用、陸上用の3タイプに変型し、あらゆる環境に対応できる。単独での宇宙活動も可能。
タイムタンサー
タイムマシン。ビッグタンサー同様にタンサーマシン3台を搭載。
事件の根源と思しき時代へ謎を解きに向かう際に使用する大型の輸送機のような外見を持つ移動現場基地。時空間を旅したタンサー5の活動の拠点となるが、滞在は時間制限があり、円形モニターに表示されたブロック崩しゲームのようなパネルが1時間で全部消滅する前に現代に戻らないとエネルギー切れで永久に戻れなくなってしまう。また、タイムトリップには厳しい訓練が必要で、訓練を行なっていない者が時空間を旅するのは、気絶するほど厳しいものである。出発および帰還はアクアベースのトリップゾーンよりおこなわれる。
ブルータンサー・スカイタンサー
長さ - 4.15m / 幅 - 1.98m / 高さ - 1.28m / 重さ - 2.02t / 最高速度 - 600km/h（全てスカイタンサー時）
動力 - ソーラー・アトミック・エンジン / 乗員 - 2名
ブルータンサー時はスポーツカー型。ジェット機のスカイタンサーに変形する。
レッドタンサー・ランドタンサー
長さ - 4.28m / 幅 - 2.04m / 高さ - 1.64m / 重さ - 2.17t / 最高速度 - 400km/h / 地中 - 120km/h（全てランドタンサー時）
レッドタンサー時はSUV型。無限軌道を4つ備えた地底戦車（ドリルドーザータイプ）のランドタンサーに変形する。
イエロータンサー・アクアタンサー
長さ - 5.00m / 幅 - 2.86m / 高さ - 2.36m / 重さ - 2.11t / 最高速度 - 470km/h / 水上 - 35ノット / 水中 - 25ノット（全てアクアタンサー時）
動力 - ソーラー・アトミック・エンジン / 乗員 - 2名
イエロータンサー時はワンボックス車型。潜水艇（水上水中両用ホバークラフトタイプ）であるアクアタンサーに変形。水中の調査や潜入が主な活動の場。他の2台に比べると出番は少ない。基本武装は水中ミサイルで、その他ビーム系武器も装備。瑠維が乗り込むことが多い。
スカイタンサー、ランドタンサー、アクアタンサーの変形はミラクルチェンジと呼ばれていて、その掛け声と共に変形する。

## スタッフ
- 企画：東急エージェンシー、日本サンライズ
- 原案：矢立肇、高橋靖男
- 企画設定:荒木芳久
- シリーズ構成:富田祐弘
- 特撮監督：佐川和夫
- キャラクターデザイン:鈴木満
- メカニックデザイン:DMデザイン(樋口雄一)
- 美術監督：オットー・ツシ
- 色彩設計：すずきたかこ
- 撮影監督：野村達哉
- 美術：春野雅好、佐藤信
- 編集：井上和夫、小長谷八郎
- 超音：日向国男
- 実写特撮：特撮研究所
  - 操演：鈴木昶　白熊栄二
  - 美術：大澤哲三
  - 撮影：田村輝行
  - 照明：日出明義
  - 合成：デンフィルム
  - 制作：中村英暉
- 音楽:淡海悟郎
- 音響監督:松浦典良
- 効果：松田昭彦
- 特殊効果：田中孝夫、山本公
- 設定製作：並木敏
- 製作デスク：冨田誠一
- プロデューサー:石川博（東京12チャンネル）、松島忠（東急エージェンシー）、安達登（日本サンライズ）
- 監督：四辻たかお
- 製作：東京12チャンネル・日本サンライズ

## 主題歌
- オープニング - 「タンサー5のテーマ」

作詞 - 伊藤アキラ / 作曲・編曲 - 淡海悟郎 / 演奏 - ミノタウロス / 歌 - ビリー山口（山口琇也）
- エンディング - 「わりきれなくて」

作詞 - 伊藤アキラ / 作曲・編曲 - 淡海悟郎 / 演奏 - ミノタウロス / 歌 - ビリー山口
レーベル - CBSソニー

## 放送局
※放送日時は1980年3月終了時点、放送系列は放送当時のものとする。
| 放送地域   | 放送局           | 放送日時                               | 放送系列                                     | 備考                                                                                        |
| ---------- | ---------------- | -------------------------------------- | -------------------------------------------- | ------------------------------------------------------------------------------------------- |
| 関東広域圏 | 東京12チャンネル | 金曜 19:30 - 20:00                     | -                                            | 制作局、現・テレビ東京。                                                                    |
| 北海道     | 北海道放送       | 土曜 7:00 - 7:30                       | TBS系列                                      |                                                                                             |
| 青森県     | 青森テレビ       | 金曜 17:00 - 17:30                     | TBS系列                                      |                                                                                             |
| 岩手県     | 岩手放送         | 金曜 17:00 - 17:30                     | TBS系列                                      | 現・IBC岩手放送。                                                                           |
| 宮城県     | 仙台放送         | 日曜 11:00 - 11:30                     | フジテレビ系列                               |                                                                                             |
| 福島県     | 福島中央テレビ   | 水曜 17:00 - 17:30                     | 日本テレビ系列 テレビ朝日系列                |                                                                                             |
| 山梨県     | テレビ山梨       | 水曜 17:20 - 17:50                     | TBS系列                                      |                                                                                             |
| 新潟県     | 新潟総合テレビ   | 火曜 17:20 - 17:50                     | フジテレビ系列 日本テレビ系列 テレビ朝日系列 |                                                                                             |
| 静岡県     | テレビ静岡       | 土曜 8:00 - 8:30                       | フジテレビ系列                               |                                                                                             |
| 富山県     | 富山テレビ       | 金曜 17:20 - 17:50 →土曜 17:00 - 17:30 | フジテレビ系列                               | 1980年5月31日まで放送。                                                                     |
| 石川県     | 石川テレビ       | 土曜 17:00 - 17:30                     | フジテレビ系列                               | 1980年5月10日まで放送。                                                                     |
| 中京広域圏 | 東海テレビ       | 金曜 17:00 - 17:30                     | フジテレビ系列                               |                                                                                             |
| 近畿広域圏 | 関西テレビ放送   | 日曜 11:00 - 11:30                     | フジテレビ系列                               | 1979年8月5日開始〜9月30日の第9話で打ち切り。 第10話以降は近畿放送とサンテレビが引き継いだ。 |
| 京都府     | 近畿放送         | 金曜 19:00 - 19:30                     | 独立局                                       | 現・京都放送。第10話から関西テレビより引き継いで開始。                                      |
| 兵庫県     | サンテレビ       | 水曜 19:30 - 20:00                     | 独立局                                       | 第10話から関西テレビより引き継いで開始。 キー局より1ヶ月遅れの1980年4月に放送終了。         |
| 広島県     | テレビ新広島     | 土曜 18:00 - 18:30                     | フジテレビ系列                               |                                                                                             |
| 山口県     | 山口放送         | 月曜 17:15 - 17:45                     | 日本テレビ系列 テレビ朝日系列                |                                                                                             |
| 香川県     | 西日本放送       | 土曜 18:00 - 18:30                     | 日本テレビ系列                               | 当時の放送エリアは香川県のみ。                                                              |
| 福岡県     | 福岡放送         | 土曜 18:00 - 18:30                     | 日本テレビ系列                               |                                                                                             |
| 熊本県     | テレビ熊本       | 火曜 16:55 - 17:25                     | フジテレビ系列 日本テレビ系列 テレビ朝日系列 |                                                                                             |
| 鹿児島県   | 南日本放送       | 水曜 17:25 - 17:55                     | TBS系列                                      |                                                                                             |

## 放映リスト
| 話 | サブタイトル                         | 脚本       | 絵コンテ     | 演出         | 作画監督   | 放映日         |
| -- | ------------------------------------ | ---------- | ------------ | ------------ | ---------- | -------------- |
| 1  | 眠る海底都市 アトランティス          | 富田祐弘   | 藤井晨一     | 佐々木茂     | 鈴木満     | 1979年 7月27日 |
| 2  | 古代のコンピューター? ストーンヘンジ | 星山博之   | 石崎すすむ   | 小華和ためお | 谷田部雄次 | 8月3日         |
| 3  | UFO基地か? ナスカの地表絵            | 荒木芳久   | 四辻たかお   | 佐々木茂     | 鈴木満     | 8月10日        |
| 4  | 生きていた恐竜 ネス湖の謎            | 伊東恒久   | 鈴木行       | 鈴木行       | 谷田部雄次 | 8月17日        |
| 5  | 白い巨人の叫び タッシリの岩絵        | 渡辺由自   | 小華和ためお | 小華和ためお | 谷田部雄次 | 8月24日        |
| 6  | 甦る石人像 イースター島のモアイ      | 松崎健一   | 四辻たかお   | 佐々木茂     | 鈴木満     | 8月31日        |
| 7  | 深海パニック 謎の首長竜              | 伊東恒久   | 鈴木行       | 鈴木行       | 谷田部雄次 | 9月7日         |
| 8  | 幻の巨大武器 トロイの木馬            | 荒木芳久   | 小華和ためお | 小華和ためお | 谷田部雄次 | 9月14日        |
| 9  | 神秘の魔力 ピラミッドパワー          | 富田祐弘   | 佐々木正広   | ひがのぼる   | 鈴木満     | 9月21日        |
| 10 | 土偶が呼ぶ超能力 ストーンサークル    | 荒木芳久   | 岡崎邦彦     | 小華和ためお | 谷田部雄次 | 9月28日        |
| 11 | 月面の古代メカ 空飛ぶ竜戦車          | 星山博之   | 四辻たかお   | 関田修       | 鈴木満     | 10月5日        |
| 12 | 大洪水の恐怖 モヘンジョダロ          | 富田祐弘   | 鈴木行       | 岡本達也     | 谷田部雄次 | 10月12日       |
| 13 | 砂漠に泣く石像 メムノンの伝説        | 渡辺由自   | 佐々木正広   | 滝沢敏文     | 鈴木満     | 10月19日       |
| 14 | 肉食恐竜VS巨人族 インカ砦の死闘      | 星山博之   | 原田益次     | 引間晶子     | 谷田部雄次 | 10月26日       |
| 15 | 異次元空間か? 魔のバミューダ海域     | 荒木芳久   | 四辻たかお   | 関田修       | 鈴木満     | 11月2日        |
| 16 | 謎の恐竜牧場 アゾレス海溝の岩壁      | 伊東恒久   | 岡崎邦彦     | 岡崎邦彦     | 谷田部雄次 | 11月9日        |
| 17 | 殺人光線か? アレキサンドリア大灯台   | 星山博之   | 佐々木正広   | 岩田弘       | 鈴木英二   | 11月16日       |
| 18 | 電撃スパーク コッテンホルストの鉄柱  | 富田祐弘   | 行沢行       | 滝沢敏文     | 鈴木満     | 11月23日       |
| 19 | 地底人の復讐 黄金都市アガルタ        | 渡辺由自   | 佐々木正広   | 日野鎮       | 遠藤克己   | 11月30日       |
| 20 | 死の超高熱エネルギー ムー大陸の謎    | 松崎健一   | 四辻たかお   | 藤田徹也     | 石田晋一   | 12月7日        |
| 21 | 衝撃の怪音波 シルクロードの石皿      | 星山博之   | 研次郎       | 日野鎮       | 椙目八男   | 12月14日       |
| 22 | 密林に消えた人々 ジンバブウェの廃墟  | 富田祐弘   | 岡崎邦彦     | 岩田弘       | 鈴木英二   | 12月21日       |
| 23 | 大海蛇の襲撃 ナンマタールの海底遺跡  | 伊東恒久   | 研次郎       | 研次郎       | 遠藤克己   | 1980年 1月11日 |
| 24 | 怪奇の半獣人 ミノタウロスの迷路宮殿  | 荒木芳久   | 滝沢敏文     | 滝沢敏文     | 鈴木満     | 1月18日        |
| 25 | 魔の空域 決死の大漂流(前編)          | 星山博之   | 佐々木正広   | 関田修       | 鈴木満     | 1月25日        |
| 26 | 魔の空域 決死の大漂流(後編)          | 星山博之   | 佐々木正広   | 四辻たかお   | 鈴木満     | 2月1日         |
| 27 | 悪のオアシス バビロンの空中庭園      | 渡辺由自   | 山崎和男     | 研次郎       | 椙目八男   | 2月8日         |
| 28 | 恐怖の殺人ガス アジャンダー寺院      | 富田祐弘   | ひがのぼる   | 岩田弘       | 鈴木英二   | 2月15日        |
| 29 | 時を超えたテレパシー レムリアの謎    | 四辻たかお | 四辻たかお   | 原屋楯男     | 鈴木満     | 2月22日        |
| 30 | 暴走インベーダー アリゾナ砂漠の怪    | 伊東恒久   | 行沢行       | 岩田弘       | 鈴木英二   | 2月29日        |
| 31 | 丸い殺人兵器 コスタリカの円球石      | 荒木芳久   | 原良治       | 原屋楯男     | 鈴木満     | 3月7日         |
| 32 | 冷凍パニック オルメカの人頭像        | 富田祐弘   | 四辻たかお   | 藤田徹也     | 鈴木満     | 3月14日        |
| 33 | 狂乱のデスマッチ ニーム円形闘技場    | 荒木芳久   | 滝沢敏文     | 滝沢敏文     | 鈴木満     | 3月21日        |
| 34 | 殺人ロボット大反乱 闘え! タンサー5   | 星山博之   | 四辻たかお   | 四辻たかお   | 鈴木満     | 3月28日        |

## 関連事項
- 円谷恐竜三部作
  - 恐竜探険隊ボーンフリー
  - 恐竜大戦争アイゼンボーグ
- トミカヒーロー レスキューフォース